# Marie Le Net
Marie Le Net (Pontivy, 25 de janeiro de 2000) é uma desportista francesa que compete no ciclismo nas modalidades de pista e rota. Ganhou uma medalha de prata no Campeonato Mundial de Ciclismo em Pista de 2020, na prova de madison.

## Medalheiro internacional
| Campeonato Mundial | Campeonato Mundial | Campeonato Mundial | Campeonato Mundial |
| Ano                | Lugar              | Medalha            | Competição         |
| ------------------ | ------------------ | ------------------ | ------------------ |
| 2020               | Berlim ( Alemanha) | Medalha de prata   | Madison            |